# Fred Miller
Fred David Miller (Homer, 8 agosto 1940 – Timonium, 25 febbraio 2023) è stato un giocatore di football americano statunitense che ha militato nel ruolo di defensive tackle nella National Football League (NFL).

## Carriera
Mller al college giocò a football con gli LSU Tigers. Fu scelto nel corso del settimo giro (93º assoluto) del Draft NFL 1963 dai Baltimore Colts. Con essi partì come titolare in due Super Bowl: il Super Bowl III, nella sconfitta a sorpresa contro i New York Jets dell'American Football League, e il Super Bowl V, nella vittoria sui Dallas Cowboys per 16-13. Si ritirò dopo la stagione 1972 con tre convocazioni al Pro Bowl all'attivo.

## Palmarès

### Franchigia
- Campionati NFL : 1

Baltimore Colts: 1968
- Super Bowl : 1

Baltimore Colts: V
- American Football Conference Championship: 1

Baltimore Colts: 1970

### Individuale
- Convocazioni al Pro Bowl: 3

1967, 1968, 1969
- Second-team All-Pro: 2

1967, 1968)